# Rio Tinto Borax Mine
Rio Tinto Borax Mine (раніше — U.S. Borax Boron Mine) у місті Борон, штат Каліфорнія, є найбільшою відкритою копальнею в Каліфорнії та найбільшою боратною копальнею у світі, яка видобуває майже половину світового обсягу боратів. Запасів руди вистачить для економічно виправданого видобутку до початку 2040-х років. Копальня експлуатується підрозділом Borax групи Rio Tinto.
Копальня розробляє унікальне за запасами родовище борних руд в США, в пустелі Мохаве.
Запаси родовища близько 130 млн т руди (35 млн т В2О3), складеної натрієвими гідратами. Руди залягають на глибині 40-340 м.